# Fomalhaut b
Fomalhaut b, före detta Dagon, är en exoplanet som kretsar runt stjärnan Fomalhaut. Fomalhaut b har en massa mellan 0,054 – 3 så stor som Jupiter och upptäcktes 2008.

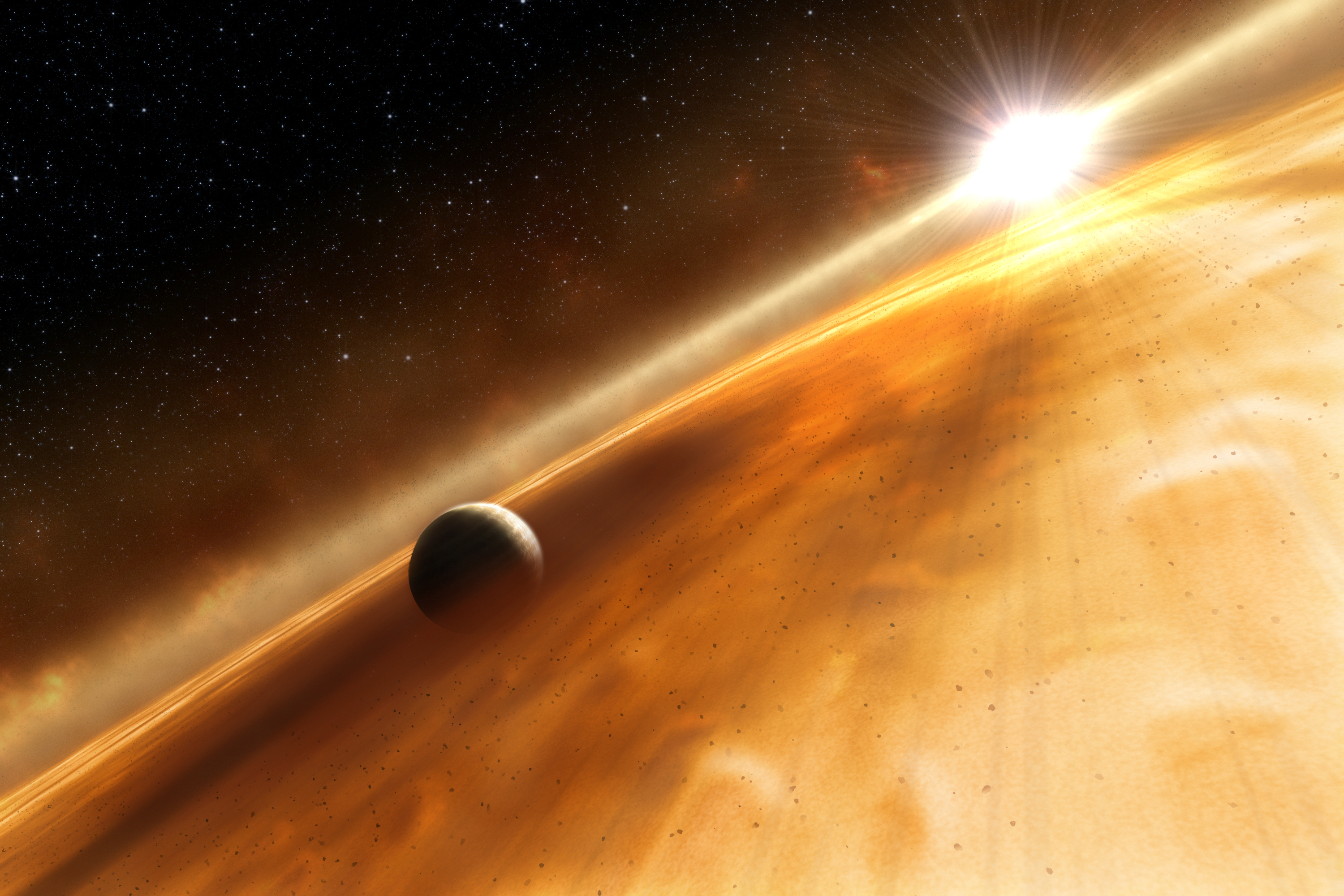
Konstnärlig framställning av Fomalhaut b och Fomalhaut a (den lilla planeten)